# Frente Oriental (Segunda Guerra Mundial)
A Frente da Europa Oriental ou Frente Oriental (Frente Leste) foi a principal frente europeia durante a Segunda Guerra Mundial, e teatro de guerra entre Alemanha Nazista e outras Potências do Eixo contra a União Soviética (URSS), Polônia e outros Aliados, que incluíam a Europa Central e Oriental a partir de 22 de junho de 1941 a 9 de maio de 1945. A propaganda nazi apelidou o conflito de "batalha pela sobrevivência contra o bolchevismo" ou "cruzada contra o bolchevismo". Em todas as propagandas soviéticas e na maioria das fontes russas, o conflito militar no Leste da Europa é referido como Grande Guerra Patriótica, mas às vezes essa expressão também inclui operações contra o Japão Imperial em 1945 (em russo:  Великая Отечественная война, transliterado Velikaya Otechestvennaya Voyna).
A frente cobriu a Europa Central e Oriental, foi aberta pela Alemanha nazista ao invadir a Polónia em 1939 e encerrada pela União Soviética ao capturar Berlim em 1945. Manteve-se temporariamente inativa em 1940.
Foi o maior teatro de guerra na história, e foi famoso por sua ferocidade sem precedentes, destruição e enorme perda de vidas. Suportou a maior parte do Holocausto, dos campos de extermínio, marchas de morte, guetos e a maioria dos pogroms. Mais pessoas lutaram e morreram na Frente Oriental do que em todos os outros teatros da Segunda Guerra Mundial combinados. Cerca de 88% de todos os mortos em combate alemães na Segunda Guerra, pereceram nesta frente. Das várias dezenas de milhões de mortos estimados na Segunda Guerra Mundial, a maioria civis, a Frente Oriental representou mais de um terço deste total, tendo os nazistas ali praticado uma guerra de extermínio. Desta frente resultou a destruição do Terceiro Reich, a posterior divisão da Alemanha, e ascensão da União Soviética como superpotência militar e industrial.
Devido à ideologia nazista que se opunha aos movimentos eslavos, judeus e comunistas, a ideologia soviética era oposta ao fascismo. A guerra na frente oriental foi caracterizada pela ocorrência de genocídios em quase todos os países ocupados, bem como constante violação dos acordos alcançados em todas as Convenções de Genebra (que não foram reconhecidos pela União Soviética). Nesta frente perderam a vida 27 milhões de soviéticos, 2 milhões de alemães e cerca de 6 milhões de polacos (mais de metade eram judeus poloneses), mais de 60% das vítimas de guerra em todo o mundo. Estima-se que na frente oriental morreram 80% dos soldados alemães que morreram na guerra, no caso da Bielorrússia, Ucrânia e na Polónia, mais de 20% da população foi assassinada.
A série de eventos que precedem a abertura da Frente Oriental incluíam a invasão da Polónia em 1939 pela Alemanha nazista e da consequente quarta partição da Polônia, quando a União Soviética utilizou a invasão como um pretexto para anexar o regiões orientais do país, habitado por uma maioria de ucranianos e bielorrussos étnica e por minorias polonesas, tal como descrito no codicilo secreto de agosto de 1939 no Pacto Soviético-Alemão de não agressão, que também preparou o caminho para as ocupações soviéticas de 1940: ocupação soviética dos Estados Bálticos e ocupação soviética da Bessarábia.
Após os cercos de Minsk, em julho, Kiev, em setembro e Viazma em outubro, os alemães fizeram 3 milhões de prisioneiros soviéticos, que foram os primeiros a serem mortos em câmaras de gás nos campos de extermínio.
Confrontado com uma guerra total, Stalin não hesitou em praticar a táctica de terra queimada já testada em 1812, e organizar uma guerrilha, e deslocar todas as indústrias para a retaguarda e sacrificar todos os homens se necessário.
Após o bloqueio da ofensiva alemã, em dezembro de 1941, a União Soviética pôde reconstruir as suas forças militares, a fim de mobilizar o país inteiro em nome da defesa da pátria e em 1942 a produção de armamento soviético foi superior ao alemão.
Embora o Exército Vermelho conseguisse conter a ofensiva alemã no verão de 1942 e expulsar os alemães da Ucrânia durante 1943 e início dos 1944, estes últimos não puderam ser derrotados até que se abrisse a segunda frente na França.
A guerra na Europa Oriental durante a Segunda Guerra Mundial pode ser dividida em várias etapas:
- Frente de Abertura: Invasão da Polônia;

- Preparação Soviética: Guerra de Inverno, Invasão soviética da Polônia, Ocupação das Repúblicas Bálticas;

- Distração dos Balcãs: Guerra greco-italiana, invasão da Iugoslávia, invasão da Grécia;

- Invasão da União Soviética: Operação Barbarossa, Batalha de Moscou, Cerco a Leningrado, Guerra de Continuação;

- Ponto de inflexão: Batalha de Stalingrado, Batalha de Kursk;

- Contra-ataque soviético: Operação Bagration;

- Avanços no sentido da Alemanha: Ofensiva do Vistula–Oder, Revolta de Varsóvia, Batalha de Berlim.

Os países que enviaram um número significativo dos seus exércitos nesta frente foram os seguintes: Alemanha, Finlândia, Hungria, Itália, Polónia, Roménia e União Soviética, nessa últimas incluem as tropas da Bielorrússia, Estónia, Letónia, Lituânia, Mongólia e Ucrânia.
Tropas e voluntários da Croácia, Bélgica, Eslováquia, Espanha, Grécia e outros países aliados das forças do Eixo também foram envolvidas, embora as suas contribuições não foram decisivas. O envolvimento dos partidários da Iugoslávia foi muito importante, mas só adquiriu a natureza de um exército perto do fim da guerra. Tanto o Reino Unido como os Estados Unidos enviaram quantidades industriais de armas, aviões e veículos para a União Soviética.

## Guerra Germano-Soviética
A Guerra Germano-Soviética foi travada de 1941 a 1945 entre a Alemanha Nazista e a União Soviética durante a Segunda Guerra Mundial. De início, consistiu numa feroz ofensiva surpresa alemã (a Blitzkrieg) em 22 de junho de 1941 e terminou em 7 de maio de 1945, com a União Soviética invadindo a Alemanha e a rendição desta.
A Guerra Germano-Soviética teve várias batalhas, que foram também os mais sangrentos da Segunda Guerra Mundial. A maioria das mortes ocorreu nesta guerra entre Alemanha e União Soviética, que mesmo sofrendo assustadoras baixas, conseguiu derrotar a Alemanha.
Antes do conflito, União Soviética e Alemanha haviam feito um pacto de não-agressão, o Pacto Molotov-Ribbentrop.
A Alemanha não estava apenas num conflito contra a União Soviética, como havia invadido territórios na Europa, recebeu declarações de guerra de França, Grã-Bretanha, Austrália, Nova Zelândia, Canadá e outros. Isso ocorreu antes do conflito com os soviéticos, pois durante o conflito o país teria que enfrentar os Estados Unidos e outros países. Todas estas declarações foram recebidas na Segunda Guerra Mundial, e deixaram a Alemanha muito ocupada para se dedicar somente à guerra contra a União Soviética.
Apesar de ter vários inimigos, a Alemanha tinha alguns aliados, como a Itália (que deu pouca ajuda na Guerra Germano-Soviética), Império do Japão e outros pequenos países. Mesmo assim, a Alemanha acabou perdendo as duas guerras em que estavam combatendo.

### Operação Barbarossa

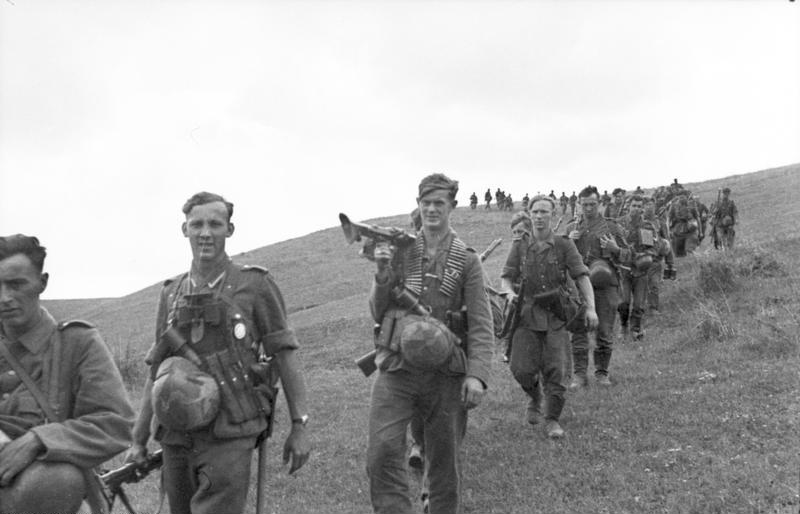
Soldados alemães avançando na Rússia

A Operação Barbarossa (em alemão: Unternehmen Barbarossa) foi o codinome pelo qual ficou conhecida a operação militar alemã para invadir a União Soviética, iniciada em 22 de junho de 1941, durante a Segunda Guerra Mundial, iniciando a Guerra Germano-Soviética e rompendo assim com o Pacto Molotov-Ribbentrop (ou tratado de não-agressão) acordado entre os dois estados menos de dois anos antes.
Considerada a maior e mais feroz campanha militar da história em termos de mobilização de tropas e baixas sofridas, onde 4,5 milhões de soldados alemães e dos outros países do Eixo invadiram a União Soviética num fronte de 2 900 km sendo também utilizados 600 000 veículos automotores e 750 000 cavalos. Os planos para a Operação Barbarossa iniciaram no dia 18 de dezembro de 1940, sendo o seu nome devido ao monarca Frederico Barbarossa, do Sacro Império Romano-Germânico, um dos líderes da Terceira Cruzada no século XII.
O objetivo inicial da Operação Barbarossa era uma rápida tomada da parte europeia da União Soviética a oeste da linha que liga as cidades de Arkhangelsk e Astrakhan, chamada de linha A-A na Diretiva nº 21 de Adolf Hitler. Até o final do mês de janeiro de 1942, o avanço alemão foi paralisado pelo Exército Vermelho. Embora não tenha alcançado o objetivo desejado de uma conquista total do território inimigo e a vitória sobre este, as tropas alemãs haviam conseguido tomar as mais importantes áreas econômicas do território soviético, concentradas principalmente na Ucrânia. Fora estes sucessos alcançados, os alemães não conseguiram formar novamente uma força ofensiva que chegasse até Moscou.
Com a falha da Operação Barbarossa, a Guerra Germano-Soviética ficou complicada, e as demais batalhas também, tendo todas estas tentativas falhado, como a continuação do Cerco de Leningrado, Batalha de Stalingrado, Batalha de Kursk, entre outras batalhas no território soviético ocupado.
Com a falha da Operação Barbarossa, foi aberto um novo fronte na Segunda Guerra Mundial, a Frente Oriental, onde houve as batalhas mais memoráveis da história.

### Cerco a Leningrado
O Cerco a Leningrado (em russo: блокада Ленинграда, transliterado Blokada Leningrada), ocorreu durante a Segunda Guerra Mundial e a Guerra Germano-Soviética, durou de 8 de setembro de 1941, a 27 de janeiro de 1944.

### Batalha de Stalingrado
A Batalha de Stalingrado foi uma operação militar conduzida pelos alemães e seus aliados contra as forças russas pela posse da cidade de Stalingrado, às margens do rio Volga, entre 17 de julho de 1942 e 2 de fevereiro de 1943. A batalha foi o ponto de virada na frente leste da Guerra Germano-Soviética e da Segunda Guerra Mundial, marcando o limite da expansão alemã no território soviético e é considerada a maior e mais sangrenta batalha de toda a história, causando a morte e ferimentos em cerca de dois milhões de soldados e civis.
Marcada por sua extrema brutalidade e desrespeito às perdas militares e civis de ambos os lados, a ofensiva alemã sobre a cidade de Stalingrado, a batalha dentro da cidade e a contra-ofensiva soviética que cercou e destruiu todo o 6º Exército alemão e outras forças do Eixo, foi a segunda derrota em larga escala da Alemanha nazista na Guerra Germano-Soviética e na Segunda Guerra Mundial e a mais decisiva; a partir daí, a ofensiva passou totalmente para as mãos dos soviéticos até a vitória final contra o Terceiro Reich, em 7 de maio de 1945.

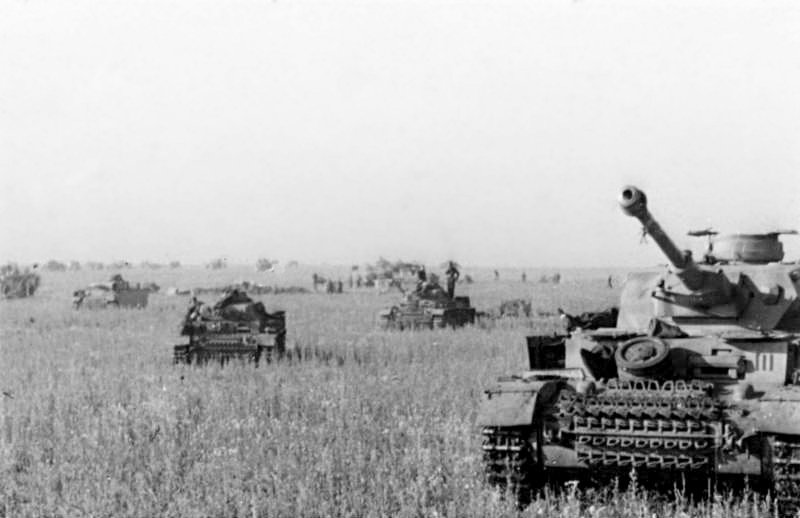
Blindados alemães lutando em Kursk.

Até 1925, Stalingrado chamava-se Tsaritsyn, e desde 1961 tem o nome de Volgogrado.

### Batalha de Kursk
A Batalha de Kursk foi uma batalha significante na Guerra Germano-Soviética. Durou de 4 de julho até o dia 22 desse mês. Mantém-se como a maior batalha de blindados de todos tempos, e inclui o maior custo de perdas aéreas em um só dia na história da guerra. Embora os Alemães tivessem planejado e iniciado uma ofensiva, a defesa soviética conseguiu com sucesso lançar uma contra-ofensiva e parar as suas ambições.

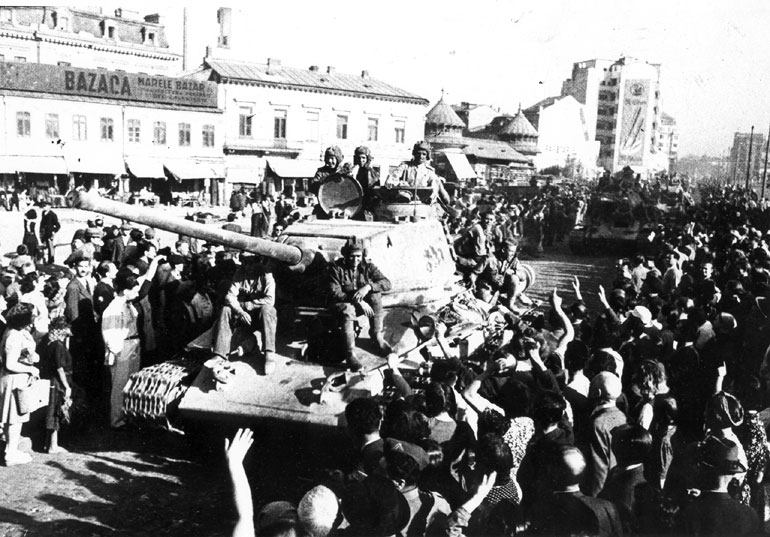
Tropas soviéticas entrando na cidade de Bucareste.

### Operação Bagration
Operação Bagration (em russo:  Oперация Багратион, transliterado Operatsiya Bagration) foi o codinome para a Ofensiva Bielorrussa na Guerra Germano-Soviética, que retirou completamente as tropas alemãs da República Socialista Soviética da Bielorrússia e Polônia oriental entre 22 de junho e 19 de agosto de 1944.
A operação recebeu este nome em homenagem ao príncipe Pyotr Bagration, general das forças russas que foi ferido mortalmente na Batalha de Borodino.
A ação resultou na quase completa destruição do Grupo de Exércitos Centro e três de seus componentes: 4º Exército, 9º Exército e 9° Exército Panzer. O resultado, foi a derrota mais calamitosa do exército da Alemanha na Guerra Germano-Soviética e também na Segunda Guerra Mundial.

### Batalha de Berlim

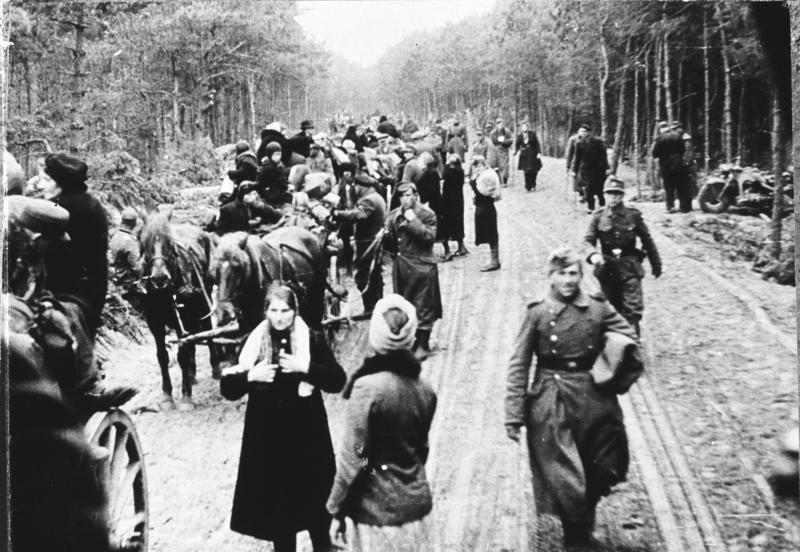
Refugiados e soldados alemães fugindo do leste do país frente ao avanço soviético, em 1945.

A Batalha de Berlim foi a última batalha da Guerra Germano-Soviética. Ela foi resultado de maciça ofensiva soviética contra as forças alemães e de seus aliados no início de 1945. Seu planejamento previa o lançamento ao mesmo tempo de diversos ataques no leste da Europa, desde o mar Báltico até a região dos Cárpatos, com o intuito de invadir os países ainda ocupados pelos alemães e, mais importante de tudo, chegar a Berlim e terminar a guerra.
A batalha durou de abril 1945 até início de maio. Em um dos últimos dias da batalha, Adolf Hitler cometeu suicídio. Poucos dias depois Berlim se entregava. Por fim, a Alemanha se rendeu seis dias depois do fim da batalha.

## Vítimas
O quadro abaixo mostra o número de mortos, desaparecidos e capturados durante a campanha.
| Forças lutando com o Eixo                    | Forças lutando com o Eixo | Forças lutando com o Eixo                  | Forças lutando com o Eixo                          | Forças lutando com o Eixo                  |
|                                              | Total de Mortos           | Mortos em combate Desaparecidos em combate | Prisioneiros de guerra capturados pelos soviéticos | Prisioneiros de guerra mortos no cativeiro |
| -------------------------------------------- | ------------------------- | ------------------------------------------ | -------------------------------------------------- | ------------------------------------------ |
| Alemanha                                     | 4 300 000                 | 4 000 000                                  | 3 300 000                                          | 374 000                                    |
| Soviéticos que foram para o exército nazista | 215 000                   | 215 000                                    | 1 000 000                                          | Desconhecido                               |
| Romênia                                      | 281 000                   | 81 000                                     | 500 000                                            | 200 000                                    |
| Hungria                                      | 300 000                   | 100 000                                    | 500 000                                            | 200 000                                    |
| Itália                                       | 82 000                    | 32 000                                     | 70 000                                             | 50 000                                     |
| Total                                        | 5 178 000                 | 4 428 000                                  | 5 450 000                                          | 824 000                                    |

| Forças lutando com a União Soviética | Forças lutando com a União Soviética | Forças lutando com a União Soviética       | Forças lutando com a União Soviética        | Forças lutando com a União Soviética       |
|                                      | Total de mortos                      | Mortos em combate Desaparecidos em combate | Prisioneiros de guerra capturados pelo Eixo | Prisioneiros de guerra mortos no cativeiro |
| ------------------------------------ | ------------------------------------ | ------------------------------------------ | ------------------------------------------- | ------------------------------------------ |
| União Soviética                      | 10 600 000                           | 6 829 437                                  | 5 200 000                                   | 3 300 000                                  |
| Polônia                              | 24 000                               | 24 000                                     | Desconhecido                                | Desconhecido                               |
| Romênia                              | 17 000                               | 17 000                                     | 80 000                                      | Desconhecido                               |
| Bulgária                             | 10 000                               | 10 000                                     | Desconhecido                                | Desconhecido                               |
| Total                                | 10 651 000                           | 6 927 204 *                                | 5 280 000                                   | 3 600 000                                  |

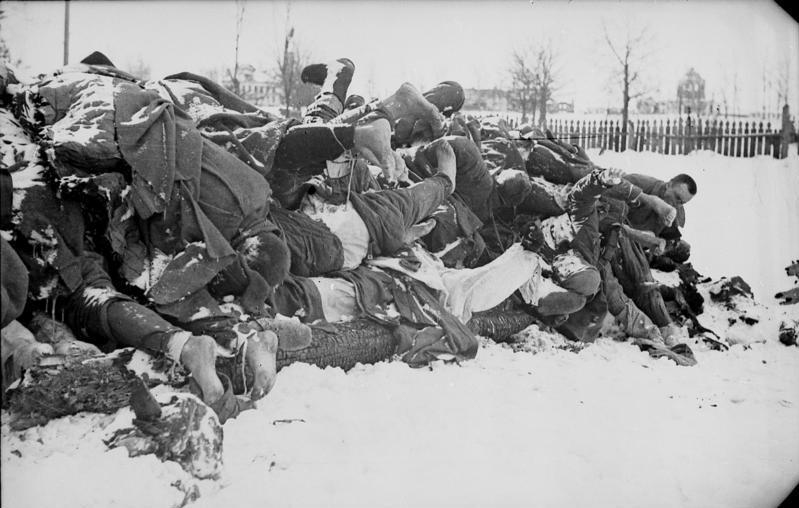
Militares soviéticos mortos, em 1942.

- Não computados os partisans mortos em combate.

### Historiografia
- Lak, Martijn (2015). «Contemporary Historiography on the Eastern Front in World War II.». Journal of Slavic Military Studies. 28 (3): 567–587. doi:10.1080/13518046.2015.1061828